# Tu te reconnaîtras
"Tu te reconnaîtras" ("Tu reconhecer-te-ás") foi a canção que representou o Luxemburgo no Festival Eurovisão da Canção 1973 e que foi a vencedora do referido certame (uma das raras vezes em que um país conseguiu duas vitórias consecutivas). A canção foi interpretada em francês por Anne-Marie David. A vitória de Anne-Marie David foi uma surpresa para muitos, visto que as canções favoritas eram a canção espanhola "Eres tú", interpretada pela banda Mocedades (que terminou em segundo lugar) e "Power to All Our Friends", interpretada por Cliff Richard (que terminou em terceiro lugar), aliás as duas canções obtiveram muito maior sucesso em 1973 na Europa e até no mundo (caso de "Eres tú", um enorme sucesso internacional). A canção vencedora passou relativamente despercebida na Europa. A canção luxemburguesa foi a 11.ª a ser interpretada na noite do festival, depois da canção italiana "Chi sarà", interpretada por Massimo Ranieri e antes da canção sueca "You're Summer", interpretada pela banda Nova. Terminou em primeiro lugar, obtendo um total de 129 pontos, apenas mais quatro que a segunda classificada da noite.

## Intérprete
Anne-Marie David foi uma das poucas vencedoras do Festival Eurovisão da Canção a regressar à competição: em 1979, ela regressaria, interpretando o tema "Je suis l'enfant-soleil" em Jerusalém, desta feita em representação do seu país natal e terminou em terceiro lugar.

## Autores
A canção tinha letra de Vline Buggy, música de Claude Morgan e foi orquestrada por Pierre Cao.

## Letra
A canção fala-nos da universalidade da experiência humana, que "tu reconhecer-te-ás" noutras pessoas; por exemplo, numa criança que é castigada por um professor.

## Versões
Em 1974, a cantora turca Nilüfer gravou uma versão desta canção em turco intitulada "Göreceksin Kendini".